# کایل بنت (بازیکن فوتبال)
کایل بنت (انگلیسی: Kyle Bennett؛ زادهٔ ۹ سپتامبر ۱۹۹۰) بازیکن فوتبال اهل بریتانیا است.
از باشگاه‌هایی که در آن بازی کرده‌است می‌توان به باشگاه فوتبال پورتسموث، باشگاه فوتبال دونکستر راورز، باشگاه فوتبال کراولی تاون، باشگاه فوتبال بری، باشگاه فوتبال ولورهمپتون واندررز، و باشگاه فوتبال برادفورد سیتی اشاره کرد.
وی همچنین در تیم ملی فوتبال زیر ۱۸ سال انگلستان بازی کرده‌است.